# Didymos (lantbruksförfattare)
Didymos (grekiska: Δίδυμος) var en grekisk lantbruksförfattare som var verksam under 300-talet eller tidigt på 400-talet. 
Hans stora verk, Georgika (i 15 böcker), blev en av de viktigaste källorna för Geoponika. 